# 日莱诺南
日莱诺南（法語：Gy-les-Nonains，法語發音：[ʒi le nɔnɛ̃]）是法国卢瓦雷省的一个市镇，属于蒙塔日区。

## 地理
日莱诺南（47°56'50"N, 2°51'5"E）面积20.13 平方千米，位于法国中央-卢瓦尔河谷大区卢瓦雷省，该省份为法国中北部省份，北起埃松省，西北接厄尔-卢瓦省，西南接卢瓦-谢尔省，南至涅夫勒省和谢尔省，东临约讷省，东北接塞纳-马恩省。
与日莱诺南接壤的市镇（或旧市镇、城区）包括：圣日耳曼德普雷、勒纳尔堡、卢万河畔孔夫朗、蒙布伊、蒙克雷松。

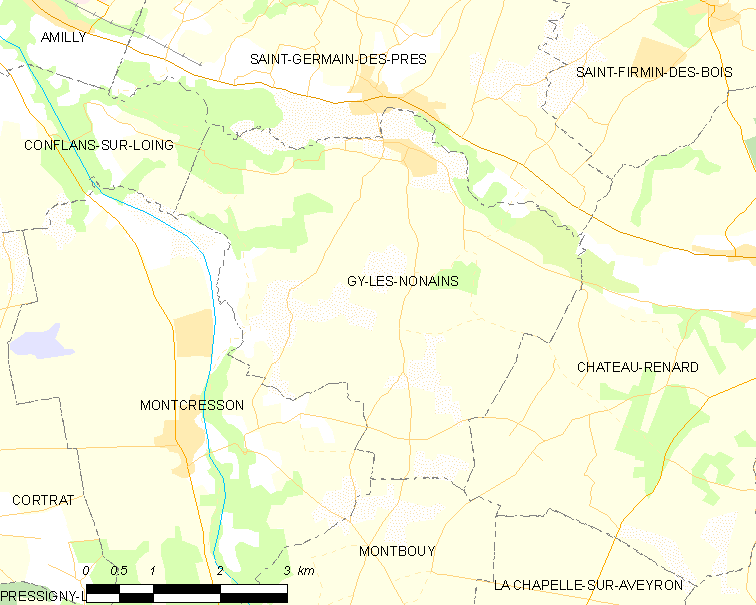
日莱诺南的OSM定位图

日莱诺南的时区为UTC+01:00、UTC+02:00（夏令时）。

## 行政
日莱诺南的邮政编码为45220，INSEE市镇编码为45165。

## 政治
日莱诺南所属的省级选区为库特奈县。

## 人口

1962-2008年间日莱诺南人口变化图示

日莱诺南于2022年1月1日时的人口数量为603人。